# Серия W в сезоне 2021
После того как в 2020 году сезон серии W — автогоночного чемпионата, открытого только для женщин был отменён из-за пандемии COVID-19, вторым проведённым стал сезон Серии W 2021 года. Как и в остальных сезонах, проводился он с применением техники Формулы-3.
Первая гонка состоялась 26 июня 2021 года на трассе Ред Булл Ринг, а финальная 24 октября на Трассе Америк. В общей сложности в сезоне на шести трассах было проведено восемь гонок серии W.
Чемпионка сезона 2019 года Джейми Чедвик успешно защитила свой титул, одержав по ходу сезона четыре победы.

## Изменения в чемпионате

### Изменения среди команд
Hitech GP, единственная команда первого сезона, 14 ноября 2020 заявила о своём уходе из серии W. На её место пришла Fine moments, а в руководстве чемпионата объявили о появлении в нём команд с 2022 года и о том, что сезон 2021 года станет промежуточным — 'команды' в нём должны были отличаться только ливреями, а командный зачёт проводился неофициально. В сезоне 2021 года использовались болиды Tatuus T-318 с двигателями Альфа Ромео, аналогичные первому сезону и используемые в Формуле-3. Поставщиком шин осталась Hancook, хотя изначально ожидалось, что контракт с ней не будет продлён.

### Изменения среди пилотов
Топ-12 пилотесс по итогам предыдущего сезона сохранили свои места, таким образом перед началом сезона оставалось 8 свободных мест. Всего заявки на участие в сезоне подали сорок гонщиц, и 14 из них приняли участие в тестах, которые проводились с 16 по 18 сентября 2019 года в Альмерии.
| \| Команда \| No. \| Driver \| Статус \| Этапы \| \| ------------------------------------------------------------------------------- \| ----------------- \| ------------------------- \| --------------- \| ------- \| \| Puma W Series Team \| 3 \| Гося Рдест[англ.] \| Резервный пилот \| 1-2 \| \| Puma W Series Team \| 19 \| Марта Гарсия \| \| Все \| \| Puma W Series Team \| 20 \| Кэйтлин Вуд[англ.] \| Резервный пилот \| 4-5 \| \| Puma W Series Team \| 49 \| Эбби Пуллинг \| Резервный пилот \| 3, 6-8 \| \| W Series Academy \| 3 \| Гося Рдест[англ.] \| Резервный пилот \| Все \| \| W Series Academy \| 20 \| Кэйтлин Вуд[англ.] \| Резервный пилот \| 7-8 \| \| W Series Academy \| 32 \| Нереа Марти \| \| Все \| \| W Series Academy \| 51 \| Ирина Сидоркова \| \| 1-6[a]. \| \| Bunker Racing \| 5 \| Фабьен Вольвенд[англ.][b] \| \| Все \| \| Bunker Racing \| 37 \| Сэйбр Кук[англ.] \| \| Все \| \| Écurie W \| 7 \| Эмма Кимилайнен[англ.] \| \| Все \| \| Écurie W \| 44 \| Эбби Итон[англ.] \| \| Все \| \| Sirin Racing \| 11 \| Вики Пирия[англ.] \| \| Все \| \| Sirin Racing \| 54 \| Мики Кояма[англ.] \| \| Все \| \| M. Forbes Motorsport \| 17 \| Айла Огрен[англ.] \| \| Все \| \| M. Forbes Motorsport \| 95 \| Бейтске Виссер \| \| Все \| \| Racing X \| 21 \| Джессика Хокинс[англ.] \| \| Все \| \| Racing X \| 27 \| Элис Пауэлл[англ.] \| \| Все \| \| Scuderia W \| 22 \| Белен Гарсия[англ.] \| \| Все \| \| Scuderia W \| 26 \| Сара Мур[англ.] \| \| Все \| \| Veloce Racing \| 55 \| Джейми Чедвик \| \| Все \| \| Veloce Racing \| 97 \| Бруна Томаселли[англ.] \| \| Все \| \| Гонщицы, связанные с чемпионатом контрактом, но не принимавшие участия в гонrах \| \| \| \| \| \| \| 31 \| Тасмин Пеппер[англ.] \| Резервный пилот \| \| \| 99 \| Наоми Шифф[англ.] \| Резервный пилот \| \| \| \| Источник:[10] \| \| \| \| \| |            |                 |                 |        |
| Команда | No.        | Driver          | Статус          | Этапы  |
| Puma W Series Team | 3          | Гося Рдест      | Резервный пилот | 1-2    |
| Puma W Series Team | 19         | Марта Гарсия    |                 | Все    |
| Puma W Series Team | 20         | Кэйтлин Вуд     | Резервный пилот | 4-5    |
| Puma W Series Team | 49         | Эбби Пуллинг    | Резервный пилот | 3, 6-8 |
| W Series Academy | 3          | Гося Рдест      | Резервный пилот | Все    |
| W Series Academy | 20         | Кэйтлин Вуд     | Резервный пилот | 7-8    |
| W Series Academy | 32         | Нереа Марти     |                 | Все    |
| W Series Academy | 51         | Ирина Сидоркова |                 | 1-6.   |
| Bunker Racing | 5          | Фабьен Вольвенд |                 | Все    |
| Bunker Racing | 37         | Сэйбр Кук       |                 | Все    |
| Écurie W | 7          | Эмма Кимилайнен |                 | Все    |
| Écurie W | 44         | Эбби Итон       |                 | Все    |
| Sirin Racing | 11         | Вики Пирия      |                 | Все    |
| Sirin Racing | 54         | Мики Кояма      |                 | Все    |
| M. Forbes Motorsport | 17         | Айла Огрен      |                 | Все    |
| M. Forbes Motorsport | 95         | Бейтске Виссер  |                 | Все    |
| Racing X | 21         | Джессика Хокинс |                 | Все    |
| Racing X | 27         | Элис Пауэлл     |                 | Все    |
| Scuderia W | 22         | Белен Гарсия    |                 | Все    |
| Scuderia W | 26         | Сара Мур        |                 | Все    |
| Veloce Racing | 55         | Джейми Чедвик   |                 | Все    |
| Veloce Racing | 97         | Бруна Томаселли |                 | Все    |
| Гонщицы, связанные с чемпионатом контрактом, но не принимавшие участия в гонrах |            |                 |                 |        |
| | 31         | Тасмин Пеппер   | Резервный пилот |        |
| 99 | Наоми Шифф | Резервный пилот |                 |        |
| Источник: |            |                 |                 |        |

1. ↑  Сидоркова была выставлена на этап в Бельгии, но была вынуждена отказаться от участия в нём из-за положительного теста на COVID-19. Её заменила Гося Рдест[8]
2. ↑   Вольвенд — гонщица из Лихтенштейна, выступавшая под швейцарской гоночной лицензией[9]

## Календарь
12 ноября 2020 года было анонсировано, что новый сезон Серии W будет состоять из восьми гонок, и что в сезоне 2021 года будут проводиться в качестве гонок поддержки этапов Формулы-1. Предварительный календарь был опубликован 5 декабря 2020 года — он стал обширнее, чем в 2019 году, когда гонки проводились только в пределах Европы. После изменений в календаре Формулы-1 было принято решение заменить гонку в Ле-Кастелле на вторую гонку на Ред Булл Ринге. Место проведения финальной гонки сезона тоже было изменено — из-за переноса Гран-при Мехико Формулы-1 гонка на Автодроме имени братьев Родригес была заменена на вторую гонку в Остине.
| Этап                             | Автодром                                | Дата          | Карты                                                                 |
| -------------------------------- | --------------------------------------- | ------------- | --------------------------------------------------------------------- |
| 1                                | Ред Булл Ринг, Шпильберг                | 26 июня       | Ле-Кастелле Шпильберг Сильверстоун Будапешт Спа Зандворт Остин Мехико |
| 2                                | Ред Булл Ринг, Шпильберг                | 3 июля        | Ле-Кастелле Шпильберг Сильверстоун Будапешт Спа Зандворт Остин Мехико |
| 3                                | Автодром Сильверстоун, Силверстон       | 17 июля       | Ле-Кастелле Шпильберг Сильверстоун Будапешт Спа Зандворт Остин Мехико |
| 4                                | Хунгароринг, Модьород                   | 31 июля       | Ле-Кастелле Шпильберг Сильверстоун Будапешт Спа Зандворт Остин Мехико |
| 5                                | Спа-Франкоршам, Ставло                  | 28 августа    | Ле-Кастелле Шпильберг Сильверстоун Будапешт Спа Зандворт Остин Мехико |
| 6                                | Зандворт (трасса), Зандворт             | 4 сентября    | Ле-Кастелле Шпильберг Сильверстоун Будапешт Спа Зандворт Остин Мехико |
| 7                                | Трасса Америк, Остин                    | 23-24 октября | Ле-Кастелле Шпильберг Сильверстоун Будапешт Спа Зандворт Остин Мехико |
| Отменены из-за пандемии COVID-19 |                                         |               |                                                                       |
| -                                | Поль Рикар (трасса), Ле-Кастелле        | 26 июня       | Заменена на вторую гонку на Ред Булл Ринг                             |
| -                                | Автодром имени братьев Родригес, Мехико | 30 октября    | Заменена на вторую гонку на Трассе Америк                             |
| Источник:                        |                                         |               |                                                                       |

## Чемпионат
В шести из семи этапов было проведено по одной зачётной гонке, исключением стал этап в Остине, в рамках которого прошло две гонки. Как и было запланировано, все гонки прошли в рамках гонок поддержки для Формулы-1.
Возвращение серии на трассу Ред Булл Ринг после годичного перерыва получилось насыщенным инцидентами. Квалифицировавшаяся вне топ-5 действующая чемпионка Джейми Чедвик была вытеснена с трассы Джессикой Хокинс уже на втором круге, но сумела восстановить потерянные позиции и финишировать в очках. Дебютантка Белен Гарсия стартовала в топ-3, но потеряла позиции, допустив ошибку. Марта Гарсия сошла из-за отказа коробки передач. На рестарте за машиной безопасности Бейтске Виссер лишилась позиции на подиуме из-за того, что её в борьбе выбила Эмма Кимилайнен. Элис Пауэлл осталась в стороне от всех перипетий, одержав победу лидировав от старта до финиша, опередив Сару Мур и Фабьен Вольвенд, которой удалось избежать хаоса и финишировать третьей, поднявшись с девятой стартовой позиции.
Во второй гонке в Австрии неудачи Чедвик закончились: действующая чемпионка с легкостью одержала свою первую победу в сезоне, в то время как Пауэлл финишировала восьмой, квалифицировавшись вне топ-10. Виссер стартовала с первого ряда, но заглохла на старте и не смогла заработать очков. Ирина Сидоркова, самая юная гонщица в пелотоне, обогнала несколько машин вне трассы на первом повороте, но избежала наказания. Она выдержала битву с Кимилайнен и финишировала второй. Бруна Томаселли большую часть гонки шла четвертой, удерживая за собой целый поезд машин, но на финальных кругах ее все же обошла Мур.
Пауэлл завоевала поул на домашней гонке в Сильверстоуне, но уступила лидерство Вольвенд уже на стартовой прямой. Гонщица из Лихтенштейна лидировала большую часть дистанции, пока не была выпущена машина безопасности из-за Мики Коямы, остановившейся из-за механической проблемы, преследовавшей ее всю гонку. На круге рестарта Вольвенд вынесло на обочину, и ее обошла Пауэлл, которая в итоге и победила. Чедвик замкнула подиум, а Эбби Пуллинг заработала очки в своей дебютной гонке W Series. Белен Гарсия оказалась за пределами трассы после контакта с Джессикой Хокинс, из-за чего вылетела из очков.
Чедвик добилась уверенной победы в четвертом этапе сезона в Будапеште, опередив Пауэлл на десять секунд в довольно спокойной гонке. Нериа Марти завоевала свой первый подиум в W Series и поднялась на третье место в чемпионате благодаря своей стабильности — на тот момент у всех остальных гонщиц, кроме Чедвик и Пауэлл были финиши за пределами очковой зоны. Сильный старт сезона Вольвенд резко закончился: она сломала переднее антикрыло на первом круге и стала единственной, кто сошел с дистанции.
Первый визит серии на Спа-Франкоршам омрачила массовая авария в квалификации. Переменчивая погода привела к неожиданно влажным условиям в связке «О Руж — Радийон», что вызвало массовое столкновение с участием Сары Мур, Итон, Виссер, Айлы Огрен, Белен Гарсии и Вольвенд. Напарницы по команде Виссер и Огрен были доставлены в больницу для обследования, и обе не стартовали в гонке. Эмма Кимилайнен на мокрой трассе обошла Пауэлл и Чедвик, одержав свою первую победу в сезоне. Чедвик финишировала второй, а Марта Гарсия заняла третье место, впервые поднявшись на подиум после своей победы на Норисринге в 2019 году.
Пауэлл выиграла свою третью гонку сезона на финальном европейском этапе в Зандворте, сравнявшись по очкам с Чедвик, и став лидером чемпионата благодаря большему чем у конкурентки числу побед. Кимилайнен продолжила свою сильную серию, завоевав поул-позицию, но была обогнана двумя британками в начале гонки.
Сезон завершился двумя гонками на трассе Америк, и Чедвик сразу взяла инициативу, квалифицировавшись на первом ряду для обеих гонок, в то время как Пауэлл застряла в конце топ-10. Чедвик выиграла первую гонку, а Пауэлл сохранила шансы на титул, совершив впечатляющий рывок до подиума и обойдя на финальных кругах свою подопечную Эбби Пуллинг, которая сенсационно завоевала поул в своей лишь третьей гонке W Series. Эбби Итон столкнулась с бордюром-«сосиской» (англ. sausage kerb) и получила компрессионный перелом грудного позвонка, из-за чего пропустила последнюю гонку. Марта Гарсия также не стартовала в финальной гонке из-за проблем с тревожностью.
В финальной гонке шансы на победу в чемпионате оставались у Пауэлл и Чедвик, но шансы первой на титул выглядели крайне призрачно, так как даже первого места в воскресной гонке для неё было бы недостаточно — для этого ещё надо было, чтобы стартующая с поула Чедвик финишировала не выше третьего места. Чедвик одержала победу лидировав от старта до финиша, завоевав свой второй титул. Пауэлл не смогла повторить рывок из первой гонки, застряв позади Белен Гарсии. Местная гонщица Сейбр Кук, которая весь сезон боролась с травмой бедра и была неконкурентоспособна, была выбита из очковой зоны Хокинс на последних кругах и завершила сезон без очков.
| Этап | Трасса        | Поул-позиция    | Быстрый круг    | Победитель      | Команда победителя | Дата       | Ш | Отчёт |
| ---- | ------------- | --------------- | --------------- | --------------- | ------------------ | ---------- | - | ----- |
| 1    | Ред Булл Ринг | Элис Пауэлл     | Элис Пауэлл     | Элис Пауэлл     | Racing X           | 26 июня    | H | Отчёт |
| 2    | Ред Булл Ринг | Джейми Чедвик   | Джейми Чедвик   | Джейми Чедвик   | Veloce Racing      | 3 июля     | H | Отчёт |
| 3    | Сильверстоун  | Элис Пауэлл     | Элис Пауэлл     | Элис Пауэлл     | Racing X           | 17 июля    | H | Отчёт |
| 4    | Хунгароринг   | Джейми Чедвик   | Джейми Чедвик   | Джейми Чедвик   | Veloce Racing      | 31 июля    | H | Отчёт |
| 5    | Спа           | Джейми Чедвик   | Эмма Кимилайнен | Эмма Кимилайнен | Écurie W           | 28 августа | H | Отчёт |
| 6    | Зандворт      | Эмма Кимилайнен | Элис Пауэлл     | Элис Пауэлл     | Racing X           | 4 сентября | H | Отчёт |
| 7    | Остин         | Эбби Пуллинг    | Элис Пауэлл     | Джейми Чедвик   | Veloce Racing      | 23 октября | H | Отчёт |
| 7    | Остин         | Джейми Чедвик   | Джейми Чедвик   | Джейми Чедвик   | Veloce Racing      | 24 октября | H | Отчёт |

## Положение в чемпионате

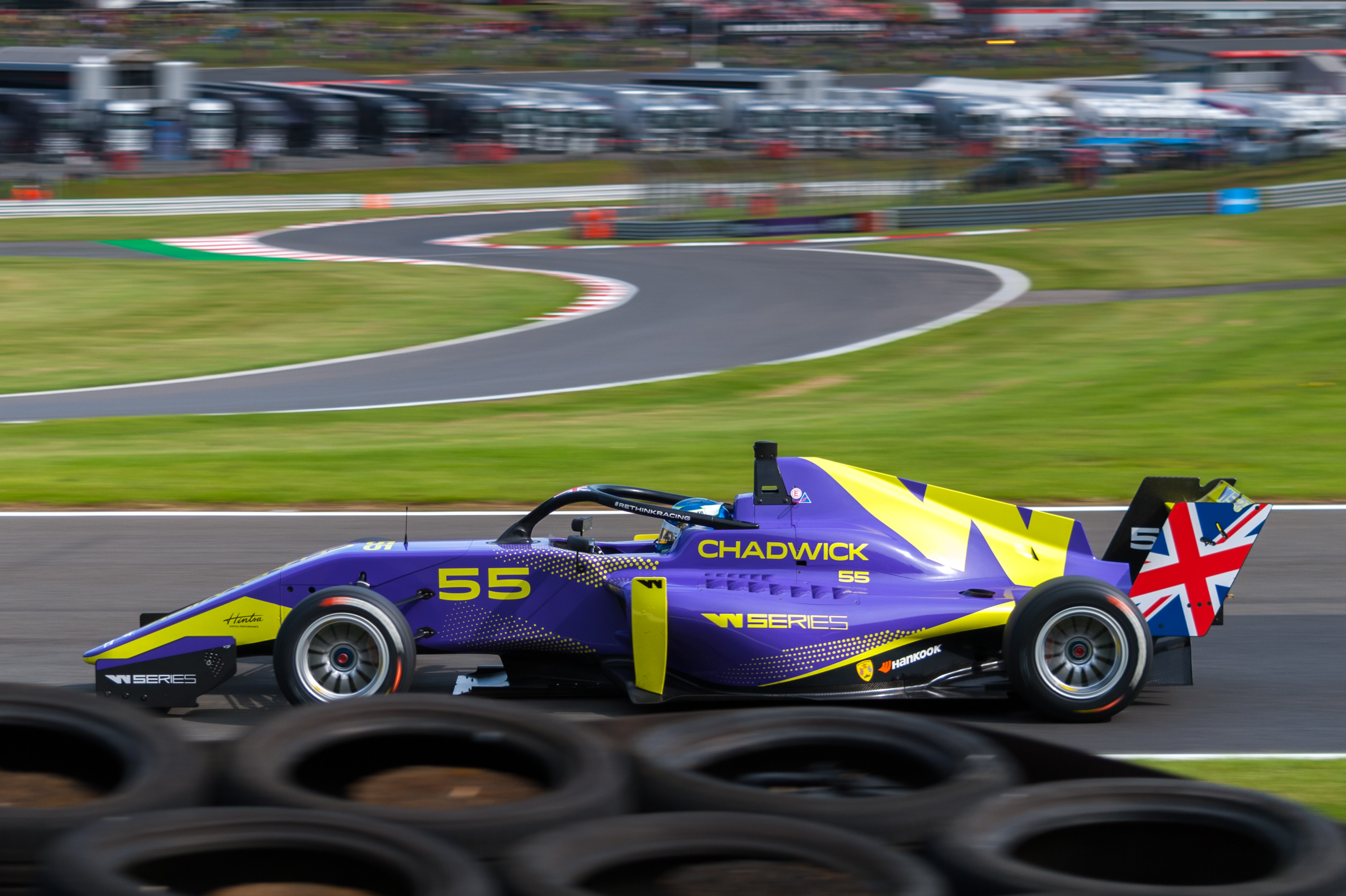
Джейми Чедвик на трассе Брэндс-Хэтч

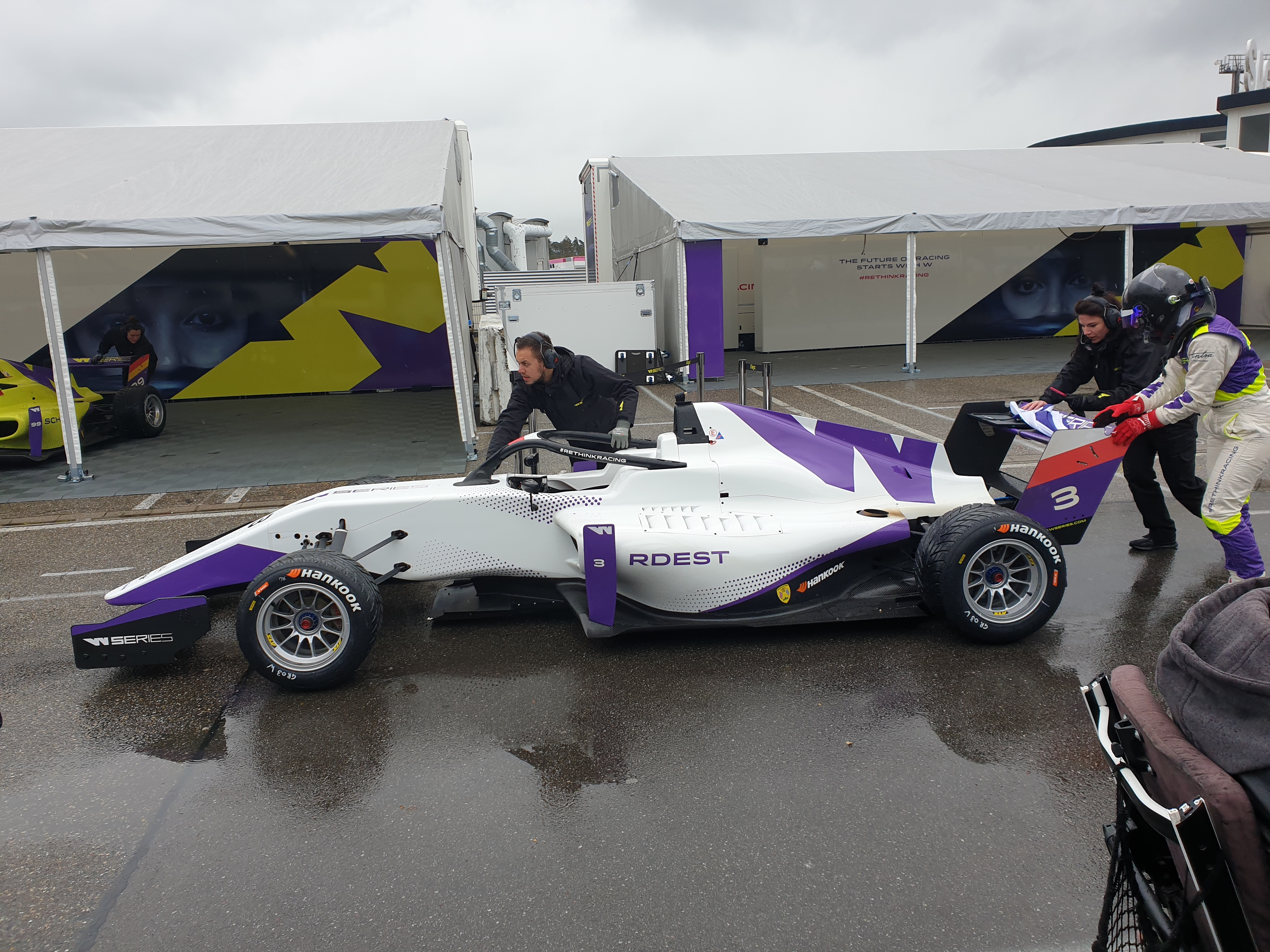
Автомобиль Tatuus T-318 в Золдере

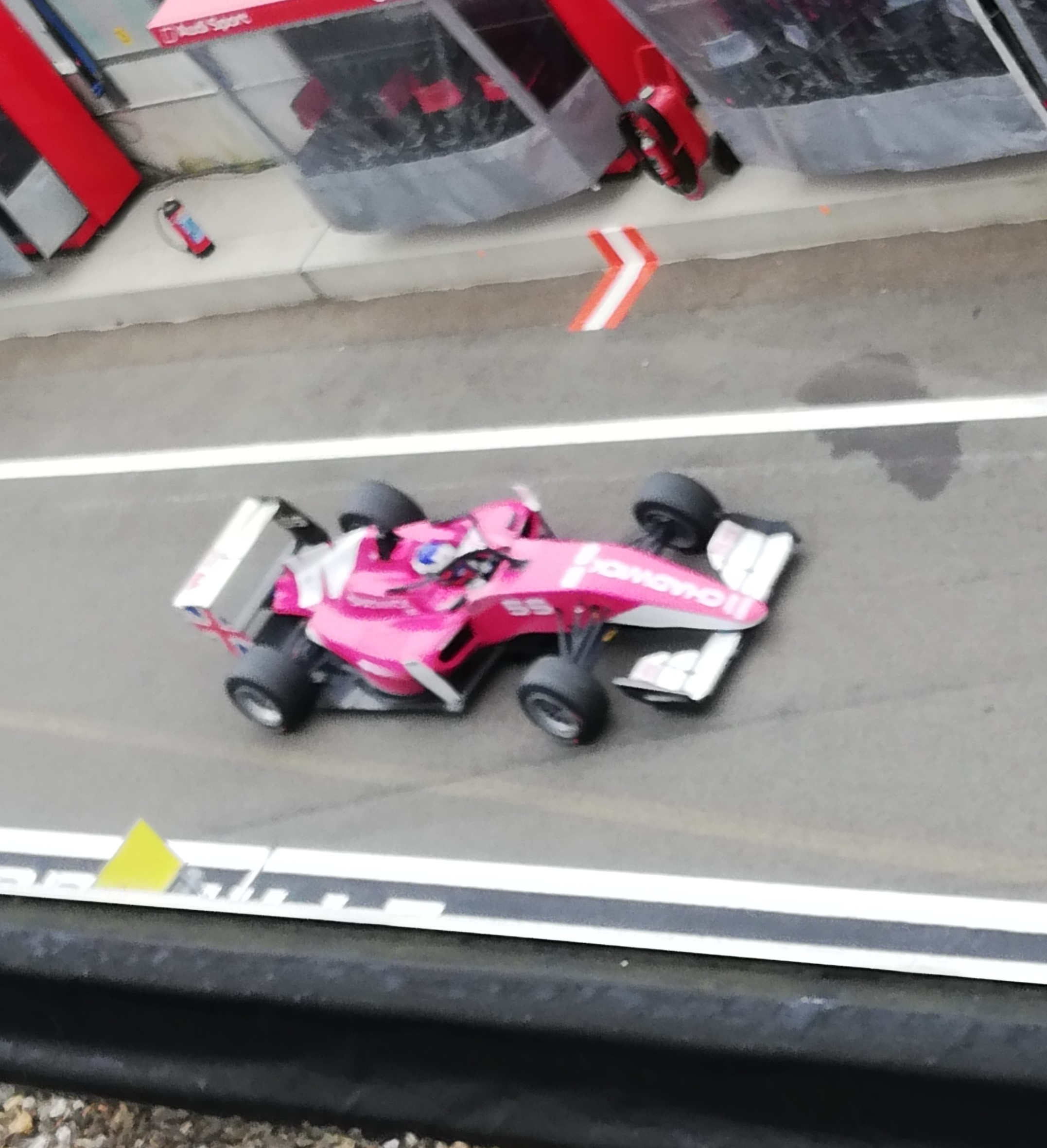
Джейми Чедвик на трассе Золдер

Очки присуждались десяти лучшим классифицированным гонщицам в следующим порядке:
| Место | Первое | Второе | Третье | Четвёртое | Пятое | Шестое | Седьмое | Восьмое | Девятое | Десятое |
| ----- | ------ | ------ | ------ | --------- | ----- | ------ | ------- | ------- | ------- | ------- |
| Очки  | 25     | 18     | 15     | 12        | 10    | 8      | 6       | 4       | 2       | 1       |

| Легенда к таблице |                                                                       |
| --- | --------------------------------------------------------------------- |
| В таблице перечислены результаты всех гонок сезона. Строками таблицы являются гонщицы, упорядоченные по их положению в чемпионате мира, столбцами — этапы серии. В каждой клетке указан результат, дополнительно обозначенный цветом. Расшифровка обозначений и цветов представлена в нижеследующей таблице. |                                                                       |
| \| Пример \| Описание \| \| ------------ \| --------------------------------------------------------------------- \| \| 1 \| Победительница \| \| 2 \| Второе место \| \| 3 \| Третье место \| \| 5 \| Финишировала, заработав очки \| \| Сход \| Не финишировала, но при этом заработала очки \| \| 12 \| Финишировала, не получив очков \| \| НКЛ \| Финишировала, но не попала в финальную классификацию \| \| 15 \| Участвовала вне зачёта, либо по отдельной классификации \| \| 18 \| Не финишировала, но попал в финальную классификацию \| \| Сход \| Не финишировала \| \| НКВ \| Не прошла квалификацию \| \| НПКВ \| Не прошла предквалификацию \| \| ДСК \| Дисквалифицирована \| \| ИСК \| Исключена из протокола соревнований \| \| ТТ \| Участвовала только в тренировках \| \| НС \| Участвовала в квалификации, но не стартовала в гонке \| \| Т \| Травмирована или больна \| \| ОТК \| Отказ от участия \| \| НТР \| Прибыла на соревнования, но на трассу не выезжала \| \| НПР \| Была заявлена в числе участников, но не прибыла к началу соревнований \| \| О \| Соревнования отменены \| \| \| Не участвовала \| \| Поул-позиция \| \| \| Быстрый круг \| \| |                                                                       |
| Пример | Описание                                                              |
| 1 | Победительница                                                        |
| 2 | Второе место                                                          |
| 3 | Третье место                                                          |
| 5 | Финишировала, заработав очки                                          |
| Сход | Не финишировала, но при этом заработала очки                          |
| 12 | Финишировала, не получив очков                                        |
| НКЛ | Финишировала, но не попала в финальную классификацию                  |
| 15 | Участвовала вне зачёта, либо по отдельной классификации               |
| 18 | Не финишировала, но попал в финальную классификацию                   |
| Сход | Не финишировала                                                       |
| НКВ | Не прошла квалификацию                                                |
| НПКВ | Не прошла предквалификацию                                            |
| ДСК | Дисквалифицирована                                                    |
| ИСК | Исключена из протокола соревнований                                   |
| ТТ | Участвовала только в тренировках                                      |
| НС | Участвовала в квалификации, но не стартовала в гонке                  |
| Т | Травмирована или больна                                               |
| ОТК | Отказ от участия                                                      |
| НТР | Прибыла на соревнования, но на трассу не выезжала                     |
| НПР | Была заявлена в числе участников, но не прибыла к началу соревнований |
| О | Соревнования отменены                                                 |
| | Не участвовала                                                        |
| Поул-позиция |                                                                       |
| Быстрый круг |                                                                       |

| Место | Пилот           | №  | ШПИ1 | ШПИ2 | СИЛ  | БУД  | СПА | ЗАН | ОСТ  | ОСТ  | Очки |
| ----- | --------------- | -- | ---- | ---- | ---- | ---- | --- | --- | ---- | ---- | ---- |
| 1     | Джейми Чедвик   | 55 | 6    | 1    | 3    | 1    | 2   | 2   | 1    | 1    | 159  |
| 2     | Элис Пауэлл     | 27 | 1    | 6    | 1    | 2    | 4   | 1   | 3    | 6    | 132  |
| 3     | Эмма Кимилайнен | 7  | 13   | 3    | 4    | 6    | 1   | 3   | 2    | 3    | 108  |
| 4     | Нереа Марти     | 32 | 7    | 7    | 5    | 3    | 8   | 4   | 8    | 8    | 61   |
| 5     | Сара Мур        | 26 | 2    | 4    | 7    | 15   | 13  | 9   | 4    | 7    | 56   |
| 6     | Фабьен Вольвенд | 5  | 3    | 10   | 2    | Сход | 7   | 16  | 9    | Сход | 42   |
| 7     | Эбби Пуллинг    | 49 |      |      | 8    |      |     | 7   | 4    | 2    | 40   |
| 8     | Бейтске Виссер  | 95 | 12   | 11   | 6    | 5    | НС  | 12  | 5    | 5    | 38   |
| 9     | Ирина Сидоркова | 51 | 8    | 2    | 14   | 4    | ОТК | 13  |      |      | 34   |
| 10    | Белен Гарсия    | 22 | 4    | 9    | 17   | 8    | 14  | 8   | 12   | 7    | 28   |
| 11    | Джессика Хокинс | 21 | 16   | 16   | 16   | 10   | 6   | 5   | 6    | 15   | 27   |
| 12    | Марта Гарсия    | 19 | Сход | 12   | 12   | 7    | 3   | 18  | 15   | НС   | 21   |
| 13    | Эбби Итон       | 44 | 15   | 6    | 9    | 13   | 10  | 6   | Сход | НС   | 19   |
| 14    | Мики Кояма      | 54 | 5    | 18   | Сход | 12   | 9   | 10  | 10   | 12   | 14   |
| 15    | Бруна Томаселли | 97 | 11   | 5    | 12   | 9    | 15  | 17  | 17   | 11   | 12   |
| 16    | Кэйтлин Вуд     | 20 |      |      |      | 17   | 5   |     | 13   | 10   | 11   |
| 17    | Айла Огрен      | 17 | 10   | 14   | 15   | 11   | НС  | 15  | 16   | 9    | 3    |
| 18    | Гося Рдест      | 3  | 9    | 17   |      |      | 16  |     |      |      | 2    |
| 19    | Вики Пирия      | 11 | 17   | 15   | 10   | 16   | 12  | 11  | 14   | 14   | 1    |
| 20    | Сэйбр Кук       | 37 | 14   | 13   | 13   | 14   | 11  | 14  | 11   | 13   | 0    |
| Место | Пилот           | №  | ШПИ1 | ШПИ2 | СИЛ  | БУД  | СПА | ЗАН | ОСТ  | ОСТ  | Очки |

### Статистика
| Место | Пилот           | Победы |
| ----- | --------------- | ------ |
| 1     | Джейми Чедвик   | 4      |
| 2     | Элис Пауэлл     | 3      |
| 3     | Эмма Кимилайнен | 1      |

| Место | Пилот           | Подиумы |
| ----- | --------------- | ------- |
| 1     | Джейми Чедвик   | 7       |
| 2     | Элис Пауэлл     | 5       |
| —     | Эмма Кимилайнен | 5       |

| Место | Пилот           | Поулы |
| ----- | --------------- | ----- |
| 1     | Джейми Чедвик   | 4     |
| 2     | Элис Пауэлл     | 2     |
| 3     | Эмма Кимилайнен | 1     |
| —     | Эбби Пуллинг    | 1     |

| Место | Пилот           | БК |
| ----- | --------------- | -- |
| 1     | Элис Пауэлл     | 4  |
| 2     | Джейми Чедвик   | 3  |
| 3     | Эмма Кимилайнен | 1  |